# Château de la Pinelais
Le domaine de la Pinelais est situé à Saint-Père-en-Retz, dans le département de Loire-Atlantique en France.
Situé à environ 40 km de Nantes et à 10 km de la Côte de Jade, le château de la Pinelais est entouré par un parc de 7 hectares.

## Histoire
Le château de la Pinelais a été édifié par le commandant Larivière vers 1870. Il occupe l'emplacement d'un ancien manoir ayant appartenu à Marie-Nicolas Saulnier de La Pinelais, peintre de la Marine.